# Mecopelidnota arrowi
Mecopelidnota arrowi är en skalbaggsart som beskrevs av Bates 1904. Mecopelidnota arrowi ingår i släktet Mecopelidnota och familjen Rutelidae. Inga underarter finns listade i Catalogue of Life.